# Araneus v-notatus
Araneus v-notatus är en spindelart som först beskrevs av Tord Tamerlan Teodor Thorell 1875.  Araneus v-notatus ingår i släktet Araneus och familjen hjulspindlar. Inga underarter finns listade i Catalogue of Life.